# More (K/DA歌曲)
〈More〉（风格化下全大写）是虚拟女子组合K/DA的一首歌曲，收录于组合首张迷你专辑《All Out》，于2020年10月28日发行，除了曾参与K/DA出道单曲〈Pop/Stars〉的(G)I-DLE田小娟和曺薇娟、麥狄森·碧兒、杰拉·伯恩斯，刘柏辛也加入演唱，扮演新英雄瑟菈紛。

## 背景和发行
正式宣布歌曲于2020年10月28日上线前，K/DA在社交媒体平台公布歌曲抢先版，还在抖音和Twitter等社会化媒体平台发起#YouWantMore话题及“More挑战”（ More Challenge）活动。

## 作曲
歌曲由K/DA原来的歌手卡莎、阿狸、阿卡丽和伊芙琳创作，阿卡丽于2019年在“真实伤害”（True Damage）出道以来首次回归组合。此外，刚加入英雄联盟的第152位英雄瑟菈紛（Seraphine）客串表演，演唱中英文夹杂的桥接部分。

## 商业表现
歌曲空降Melon、Genie、Bugs和Flo等韩国主流音乐网站的榜单。

## 现场表演
9月份，消息指K/DA将在英雄联盟2020赛季全球总决赛开幕仪式上表演该曲。舞台由曾参与MTV音樂錄影帶大獎和超级碗半场秀制作的可能制作（Possible Productions）制作。舞台将融入经可能制作与Lux Machina修改过的虚幻引擎5技术，采用40多个虚拟现实及增强现实技术和表演者。Riot游戏全球电竞通讯主任大卫·希格登（David Higdon）表示，这是全球最先进的混合现实渲染系统，将以32K分辨率和每秒60帧的速率渲染画面。
10月31日，K/DA在中华人民共和国上海市浦东足球场举行的Damwon Gaming对阵苏宁电子竞技俱乐部的英雄联盟2020赛季全球总决赛开幕仪式上表演该曲。受2019冠状病毒病疫情旅行限制的影响，K/DA组合只有刘柏辛现场表演，其余成员均为虚拟。6000名观众到场观看。表演的舞蹈由音乐电视网《全美街舞大赛》第8季亚军The Kinjaz编舞。

## 争议
新英雄瑟菈紛将客串该曲的消息公布后，外界的反应褒贬不一。部分韩国网友批评歌曲的品質及瑟拉芬负责的中文歌词，认为瑟拉芬占了中心位（C位）此外，由于中国将朝鲜战争定性为美帝侵略引发韩国不满，Riot安排中国歌手演唱该曲的决定受到批评。部分网友认为歌曲的制作完全受中国方面主导，突出“中国连续两届主办（英雄联盟）世界锦标赛”。不过，喜欢这首歌的玩家们认为“中文歌词被自然地融化了，歌曲完全是依照韩国流行音乐风格制作的”。相比之下，海外玩家对评价则较为正面，表示“不要拿韩国流行音乐当作仇恨和种族主义的借口”。

## 曲目列表
- 下载和流媒体版[1]

1. "More" – 3:37

## 制作名单
名单摘自Melon和Tidal。
- 主唱 – (G)I-DLE的田小娟和曺薇娟、麥狄森·碧兒、刘柏辛、杰拉·伯恩斯和萨勒芬妮
- Riot游戏音乐团队 – 制作、词曲、人声制作、混音工程、母带工程
- 塞巴斯蒂安·纳亚德（Sebastien Najand） – 作曲
- 丽贝卡·约翰逊（Rebecca Johnson） – 作词
- Bekuh BOOM（英语：Bekuh BOOM） – 作词、额外人声
- 刘柏辛 – 中文歌词翻译
- 莉迪亚·贝克（Lydia Baek） – 韩文歌词翻译
- 金敏治（Minji Kim） – 韩文歌词翻译

## 音乐影片
官方音乐影片于2020年10月28日在YouTube首播，上线10小时点击量超500万次。影片采用未来主义的画面，K/DA的四位成员驾驶着耀眼的摩托车转圈，又零重力漂浮在空中，在颜色醒目变幻多端的背景映衬下舞蹈。副歌部分，四位歌手在镀金的金銮殿中跳舞，之后萨勒芬妮加入，用空灵的声音演绎歌曲桥接部分。阿卡莉在影片中驾驶的摩托车为英雄联盟合作伙伴杜卡迪设计的数字版杜卡迪Panigale V4。

## 翻唱版本
| 语言     | 表演者                  | 取名   | 参考          |
| -------- | ----------------------- | ------ | ------------- |
| 法语     | Aöme (Aome)             | "More" | [ 22 ]        |
| 波兰语   | 埃琳娜·利索斯卡         | "More" | [ 23 ]        |
| 俄语     | Maruv                   | "More" | [ 24 ] [ 25 ] |
| 西班牙语 | Eva B                   | "More" | [ 26 ] [ 27 ] |
| 瑞典語   | Theoz (Theo Haraldsson) | "Mer"  | [ 28 ] [ 29 ] |

## 榜单表现
| 榜单（2020年）                       | 最高排名 |
| ------------------------------------ | -------- |
| 加拿大（《告示牌》数字歌曲销量榜）   | 48       |
| 中国（QQ音乐热歌榜）                 | 16       |
| 捷克（百強數位單曲榜）               | 51       |
| 全球（《公告牌》全球二百强单曲榜）   | 125      |
| 全球（《公告牌》美國除外全球单曲榜） | 93       |
| 希腊（国际唱片业协会國際單曲榜）     | 65       |
| 匈牙利（四十強單曲榜）               | 16       |
| 匈牙利（四十強串流榜）               | 15       |
| 马来西亚（馬來西亞唱片業協會）       | 18       |
| 新加坡（新加坡唱片業協會）           | 10       |
| 斯洛伐克（百強數位單曲榜）           | 64       |
| 韩国（Gaon下載榜）                   | 96       |
| 英國（官方榜单公司獨立榜）           | 23       |
| 美国（《告示牌》世界数字歌曲销量榜） | 1        |

## 发行历史
| 地区 | 发行日期       | 格式            | 厂牌             | 参考   |
| ---- | -------------- | --------------- | ---------------- | ------ |
| 多地 | 2020年10月28日 | 数字下载 流媒体 | Riot Games       | [ 44 ] |
| 韩国 | 2020年10月29日 | 数字下载 流媒体 | Riot Games Stone | [ 1 ]  |